# Antony Hostein
Pour les articles homonymes, voir Hostein.
Antony Hostein, né le 11 février 1975 à Talence (Gironde), est un historien et numismate français, directeur d'études sur une conférence consacrée à l'histoire monétaire du monde romain à l'École pratique des hautes études.

## Biographie
Originaire des Charentes, il effectue sa scolarité à La Rochelle, Poitiers puis Paris. Il est agrégé (1999) et docteur (2005) en histoire — sa thèse de doctorat est intitulée Ciuitas et Imperium : vie municipale et pouvoir impérial à travers les discours concernant la cité d'Autun (fin IIIe-début IVe siècle) —, ancien Pensionnaire de la fondation Thiers (promotion 2003-2006). Disciple de Michel Christol, il a été maître de conférences en histoire romaine à l’université Panthéon-Sorbonne de 2006 à 2016. En 2016 il soutient une habilitation à diriger des recherches (garant : Jean-Louis Ferrary) et il est élu directeur d’études à l’École pratique des hautes études sur une conférence consacrée à l’histoire monétaire du monde romain. Il est également membre de l’équipe ANHIMA UMR 8210 du CNRS.

## Thématiques de recherches
Ses travaux sont consacrés à l’histoire politique et à la monnaie (numismatique impériale et provinciale), avec une attention particulière portée à l’histoire des cités du monde romain impérial. Auteur de nombreux articles et contributions, on lui doit notamment une étude sur la cité des Éduens et un volume de la série du Roman Provincial Coinage, ouvrages récompensés par deux prix académiques décernés par l'Académie des inscriptions et belles-lettres et la Royal Numismatic Society. Dans le domaine de l’archéologie, il collabore régulièrement avec des équipes d’archéologues spécialistes de la Gaule romaine (à Autun en particulier), de l’Afrique proconsulaire et de l’Asie Mineure.

## Principales publications
- La cité et l’empereur : les Éduens dans l’Empire romain d’après les Panégyriques latins, Paris, Publications de la Sorbonne, coll. « Histoire ancienne et médiévale » (no 117), 2012, 544 p. (ISBN 978-2-85944-712-0), thèse de doctorat remaniée.
- Les voyages des empereurs dans l’Orient romain (époques antonine et sévérienne)  (avec Sophie Lalanne), Paris, Errance, coll. « Les Hespérides », 2012, 304 p. (ISBN 978-2-87772-515-6).
- (en) Roman Provincial Coinage  (avec Jérôme Mairat et Edoardo Levante), vol. IX : From Trajan Decius to Uranius Antoninus (AD 249-254), Londres, Paris, BMP-BNF éditions, 2016, 656 p. (ISBN 978-2-7177-2710-4).
- (avec Michel Amandry, Andrew Burnett, Jérôme Mairat, Pere. P. Rippollès, Marguerite Spoerri Butcher) Roman Provincial Coinage. Supplement 4 (Volumes I-III, VII.1 and IX), Londres, Paris, 2017.
- « 48 ap. J.-C. : Des Gaulois au Sénat de Rome », dans Patrick Boucheron (dir.), Histoire mondiale de la France, Paris, Le Seuil, 2017, 795 p. (ISBN 978-2-2861-3712-0), p. 61-65.

## Distinctions
- 2014 : lauréat du prix Saintour de l'Académie des inscriptions et belles-lettres[5].
- 2014 : lauréat du Kraay Travel Scholarship, The Heberden Coin Room, Ashmolean Museum[6].
- 2019 : lauréat (avec J. Mairat) du Gilljam Prize for the Third-Century Numismatics de la Royal Numismatic Society[7].
- 2019 : lauréat de la Fondation des sciences sociales[8].